# Danh sách tiểu hành tinh: 7401–7500
| Tên                  | Tên đầu tiên | Ngày phát hiện       | Nơi phát hiện           | Người phát hiện                                        |
| -------------------- | ------------ | -------------------- | ----------------------- | ------------------------------------------------------ |
| 7401 Toynbee         | 1987 QW7     | 21 tháng 8 năm 1987  | La Silla                | E. W. Elst                                             |
| 7402                 | 1987 YH      | 25 tháng 12 năm 1987 | Chiyoda                 | T. Kojima                                              |
| 7403 Choustník       | 1988 AV1     | 14 tháng 1 năm 1988  | Kleť                    | A. Mrkos                                               |
| 7404                 | 1988 AA5     | 13 tháng 1 năm 1988  | La Silla                | H. Debehogne                                           |
| 7405                 | 1988 FF      | 16 tháng 3 năm 1988  | Kushiro                 | S. Ueda, H. Kaneda                                     |
| 7406                 | 1988 TD      | 3 tháng 10 năm 1988  | Kushiro                 | S. Ueda, H. Kaneda                                     |
| 7407                 | 1988 TL      | 3 tháng 10 năm 1988  | Kushiro                 | S. Ueda, H. Kaneda                                     |
| 7408 Yoshihide       | 1989 SB      | 23 tháng 9 năm 1989  | Kani                    | Y. Mizuno, T. Furuta                                   |
| 7409                 | 1990 BS      | 21 tháng 1 năm 1990  | Yorii                   | M. Arai, H. Mori                                       |
| 7410 Kawazoe         | 1990 QG      | 20 tháng 8 năm 1990  | Geisei                  | T. Seki                                                |
| 7411                 | 1990 QQ1     | 22 tháng 8 năm 1990  | Palomar                 | H. E. Holt                                             |
| 7412 Linnaeus        | 1990 SL9     | 22 tháng 9 năm 1990  | La Silla                | E. W. Elst                                             |
| 7413 Galibina        | 1990 SH28    | 24 tháng 9 năm 1990  | Nauchnij                | L. V. Zhuravleva, G. R. Kastel'                        |
| 7414 Bosch           | 1990 TD8     | 13 tháng 10 năm 1990 | Đài quan sát Tautenburg | L. D. Schmadel, F. Börngen                             |
| 7415 Susumuimoto     | 1990 VL8     | 14 tháng 11 năm 1990 | Geisei                  | T. Seki                                                |
| 7416 Linnankoski     | 1990 WV4     | 16 tháng 11 năm 1990 | La Silla                | E. W. Elst                                             |
| 7417                 | 1990 YE      | 19 tháng 12 năm 1990 | Yorii                   | M. Arai, H. Mori                                       |
| 7418 Akasegawa       | 1991 EJ1     | 11 tháng 3 năm 1991  | Kitami                  | T. Fujii, K. Watanabe                                  |
| 7419                 | 1991 PN13    | 5 tháng 8 năm 1991   | Palomar                 | H. E. Holt                                             |
| 7420 Buffon          | 1991 RP11    | 4 tháng 9 năm 1991   | La Silla                | E. W. Elst                                             |
| 7421 Kusaka          | 1992 HL      | 30 tháng 4 năm 1992  | Yatsugatake             | Y. Kushida, O. Muramatsu                               |
| 7422                 | 1992 LP      | 3 tháng 6 năm 1992   | Palomar                 | G. J. Leonard                                          |
| 7423                 | 1992 PT2     | 2 tháng 8 năm 1992   | Palomar                 | H. E. Holt                                             |
| 7424                 | 1992 PS6     | 6 tháng 8 năm 1992   | Palomar                 | H. E. Holt                                             |
| 7425 Lessing         | 1992 RO5     | 2 tháng 9 năm 1992   | La Silla                | E. W. Elst                                             |
| 7426                 | 1992 US4     | 27 tháng 10 năm 1992 | Dynic                   | A. Sugie                                               |
| 7427                 | 1992 VD      | 2 tháng 11 năm 1992  | Uenohara                | N. Kawasato                                            |
| 7428                 | 1992 YM      | 24 tháng 12 năm 1992 | Oohira                  | T. Urata                                               |
| 7429 Hoshikawa       | 1992 YB1     | 24 tháng 12 năm 1992 | Okutama                 | T. Hioki, S. Hayakawa                                  |
| 7430 Kogure          | 1993 BV2     | 23 tháng 1 năm 1993  | Kitami                  | K. Endate, K. Watanabe                                 |
| 7431                 | 1993 FN41    | 19 tháng 3 năm 1993  | La Silla                | UESAC                                                  |
| 7432                 | 1993 HL5     | 23 tháng 4 năm 1993  | Lake Tekapo             | A. C. Gilmore, P. M. Kilmartin                         |
| 7433 Pellegrini      | 1993 KD      | 21 tháng 5 năm 1993  | Farra d'Isonzo          | Farra d'Isonzo                                         |
| 7434 Osaka           | 1994 AB3     | 14 tháng 1 năm 1994  | Oizumi                  | T. Kobayashi                                           |
| 7435 Sagamihara      | 1994 CZ1     | 8 tháng 2 năm 1994   | Kitami                  | K. Endate, K. Watanabe                                 |
| 7436 Kuroiwa         | 1994 CB2     | 8 tháng 2 năm 1994   | Kitami                  | K. Endate, K. Watanabe                                 |
| 7437 Torricelli      | 1994 EF3     | 12 tháng 3 năm 1994  | Cima Ekar               | V. Goretti, A. Boattini                                |
| 7438 Misakatouge     | 1994 JE1     | 12 tháng 5 năm 1994  | Kuma Kogen              | A. Nakamura                                            |
| 7439 Tetsufuse       | 1994 XG1     | 6 tháng 12 năm 1994  | Oizumi                  | T. Kobayashi                                           |
| 7440 Závist          | 1995 EA      | 1 tháng 3 năm 1995   | Kleť                    | M. Tichý                                               |
| 7441 Láska           | 1995 OZ      | 30 tháng 7 năm 1995  | Kleť                    | J. Tichá, M. Tichý                                     |
| 7442 Inouehideo      | 1995 SC5     | 20 tháng 9 năm 1995  | Kitami                  | K. Endate, K. Watanabe                                 |
| 7443 Tsumura         | 1996 BR2     | 26 tháng 1 năm 1996  | Oizumi                  | T. Kobayashi                                           |
| 7444                 | 1996 TM10    | 9 tháng 10 năm 1996  | Kushiro                 | S. Ueda, H. Kaneda                                     |
| 7445 Trajanus        | 4116 P-L     | 24 tháng 9 năm 1960  | Palomar                 | C. J. van Houten, I. van Houten-Groeneveld, T. Gehrels |
| 7446 Hadrianus       | 2249 T-2     | 29 tháng 9 năm 1973  | Palomar                 | C. J. van Houten, I. van Houten-Groeneveld, T. Gehrels |
| 7447 Marcusaurelius  | 1142 T-3     | 17 tháng 10 năm 1977 | Palomar                 | C. J. van Houten, I. van Houten-Groeneveld, T. Gehrels |
| 7448 Pöllath         | 1948 AA      | 14 tháng 1 năm 1948  | Mount Wilson            | W. Baade                                               |
| 7449 Döllen          | 1949 QL      | 21 tháng 8 năm 1949  | Heidelberg              | K. Reinmuth                                            |
| 7450 Shilling        | 1968 OZ      | 24 tháng 7 năm 1968  | Cerro El Roble          | G. A. Plyugin, Yu. A. Belyaev                          |
| 7451 Verbitskaya     | 1978 PU2     | 8 tháng 8 năm 1978   | Nauchnij                | N. S. Chernykh                                         |
| 7452 Izabelyuria     | 1978 QU2     | 31 tháng 8 năm 1978  | Nauchnij                | N. S. Chernykh                                         |
| 7453 Slovtsov        | 1978 RV1     | 5 tháng 9 năm 1978   | Nauchnij                | N. S. Chernykh                                         |
| 7454 Kevinrighter    | 1981 EW20    | 2 tháng 3 năm 1981   | Siding Spring           | S. J. Bus                                              |
| 7455 Podosek         | 1981 EQ26    | 2 tháng 3 năm 1981   | Siding Spring           | S. J. Bus                                              |
| 7456 Doressoundiram  | 1982 OD      | 17 tháng 7 năm 1982  | Anderson Mesa           | E. Bowell                                              |
| 7457 Veselov         | 1982 SL6     | 16 tháng 9 năm 1982  | Nauchnij                | L. I. Chernykh                                         |
| 7458                 | 1984 DE1     | 28 tháng 2 năm 1984  | La Silla                | H. Debehogne                                           |
| 7459 Gilbertofranco  | 1984 HR1     | 28 tháng 4 năm 1984  | La Silla                | W. Ferreri, V. Zappalà                                 |
| 7460 Julienicoles    | 1984 JN      | 9 tháng 5 năm 1984   | Palomar                 | J. Gibson                                              |
| 7461 Kachmokiam      | 1984 TD      | 3 tháng 10 năm 1984  | Harvard                 | Oak Ridge Observatory                                  |
| 7462 Grenoble        | 1984 WM1     | 20 tháng 11 năm 1984 | Anderson Mesa           | E. Bowell                                              |
| 7463 Oukawamine      | 1985 SB      | 20 tháng 9 năm 1985  | Geisei                  | T. Seki                                                |
| 7464 Vipera          | 1987 VB1     | 15 tháng 11 năm 1987 | Kleť                    | A. Mrkos                                               |
| 7465 Munkanber       | 1989 UA3     | 31 tháng 10 năm 1989 | Stakenbridge            | B. G. W. Manning                                       |
| 7466                 | 1989 VC2     | 2 tháng 11 năm 1989  | Okutama                 | T. Hioki, N. Kawasato                                  |
| 7467                 | 1989 WQ1     | 25 tháng 11 năm 1989 | Kushiro                 | S. Ueda, H. Kaneda                                     |
| 7468 Anfimov         | 1990 UP11    | 17 tháng 10 năm 1990 | Nauchnij                | L. I. Chernykh                                         |
| 7469 Krikalev        | 1990 VU14    | 15 tháng 11 năm 1990 | Nauchnij                | L. I. Chernykh                                         |
| 7470 Jabberwock      | 1991 JA      | 2 tháng 5 năm 1991   | Oohira                  | T. Urata                                               |
| 7471                 | 1991 YD      | 28 tháng 12 năm 1991 | Uenohara                | N. Kawasato                                            |
| 7472 Kumakiri        | 1992 CU      | 13 tháng 2 năm 1992  | Susono                  | M. Akiyama, T. Furuta                                  |
| 7473                 | 1992 EC4     | 1 tháng 3 năm 1992   | La Silla                | UESAC                                                  |
| 7474                 | 1992 TC      | 1 tháng 10 năm 1992  | Siding Spring           | R. H. McNaught                                         |
| 7475 Kaizuka         | 1992 UX5     | 28 tháng 10 năm 1992 | Kitami                  | K. Endate, K. Watanabe                                 |
| 7476 Ogilsbie        | 1993 GE      | 14 tháng 4 năm 1993  | Catalina                | T. B. Spahr                                            |
| 7477                 | 1993 LC      | 13 tháng 6 năm 1993  | Palomar                 | H. E. Holt                                             |
| 7478 Hasse           | 1993 OA4     | 20 tháng 7 năm 1993  | La Silla                | E. W. Elst                                             |
| 7479                 | 1994 EC1     | 4 tháng 3 năm 1994   | Kushiro                 | S. Ueda, H. Kaneda                                     |
| 7480 Norwan          | 1994 PC      | 1 tháng 8 năm 1994   | Palomar                 | C. S. Shoemaker, E. M. Shoemaker                       |
| 7481 San Marcello    | 1994 PA1     | 11 tháng 8 năm 1994  | San Marcello            | A. Boattini, M. Tombelli                               |
| 7482                 | 1994 PC1     | 9 tháng 8 năm 1994   | Siding Spring           | R. H. McNaught                                         |
| 7483 Sekitakakazu    | 1994 VO2     | 1 tháng 11 năm 1994  | Kitami                  | K. Endate, K. Watanabe                                 |
| 7484 Dogo Onsen      | 1994 WF4     | 30 tháng 11 năm 1994 | Kuma Kogen              | A. Nakamura                                            |
| 7485 Changchun       | 1994 XO      | 4 tháng 12 năm 1994  | Ayashi Station          | M. Koishikawa                                          |
| 7486 Hamabe          | 1994 XJ1     | 6 tháng 12 năm 1994  | Oizumi                  | T. Kobayashi                                           |
| 7487 Toshitanaka     | 1994 YM      | 28 tháng 12 năm 1994 | Oizumi                  | T. Kobayashi                                           |
| 7488 Robertpaul      | 1995 KB1     | 27 tháng 5 năm 1995  | Trạm Catalina           | C. W. Hergenrother                                     |
| 7489 Oribe           | 1995 MX      | 26 tháng 6 năm 1995  | Catalina Station        | C. W. Hergenrother                                     |
| 7490 Babička         | 1995 OF1     | 31 tháng 7 năm 1995  | Ondřejov                | P. Pravec                                              |
| 7491 Linzerag        | 1995 SD2     | 23 tháng 9 năm 1995  | Bologna                 | Osservatorio San Vittore                               |
| 7492 Kačenka         | 1995 UX      | 21 tháng 10 năm 1995 | Ondřejov                | P. Pravec                                              |
| 7493 Hirzo           | 1995 US2     | 24 tháng 10 năm 1995 | Kleť                    | J. Tichá                                               |
| 7494 Xiwanggongcheng | 1995 UV48    | 28 tháng 10 năm 1995 | Xinglong                | Chương trình tiểu hành tinh Bắc Kinh Schmidt CCD       |
| 7495 Feynman         | 1995 WS4     | 22 tháng 11 năm 1995 | Kleť                    | M. Tichý, Z. Moravec                                   |
| 7496 Miroslavholub   | 1995 WN6     | 27 tháng 11 năm 1995 | Kleť                    | M. Tichý                                               |
| 7497 Guangcaishiye   | 1995 YY21    | 17 tháng 12 năm 1995 | Xinglong                | Chương trình tiểu hành tinh Bắc Kinh Schmidt CCD       |
| 7498 Blaník          | 1996 BF      | 16 tháng 1 năm 1996  | Kleť                    | Z. Moravec                                             |
| 7499 L'Aquila        | 1996 OO2     | 24 tháng 7 năm 1996  | Campo Imperatore        | A. Boattini, A. Di Paola                               |
| 7500 Sassi           | 1996 TN      | 3 tháng 10 năm 1996  | Farra d'Isonzo          | Farra d'Isonzo                                         |